# G-CUTS ALIVE
G-CUTS ALIVE（ジーキャッツアライブ）はエフエム北海道（AIR-G'）で放送しているラジオ番組。

## 概要
2004年から水曜深夜の30分枠で放送開始。その後金曜深夜、日曜19時・20時台の特別番組ゾーンの不定期番組となる。パーソナリティは当初より鎌田理奈。2009年4月より日曜22時の1時間番組として定時放送となる。ライブと音楽であなたと繋がることを目的に最新の音楽・ライブ情報を伝える。

## パーソナリティ
- 鎌田理奈

## 放送時間
- 水曜深夜 2:00 - 2:30
- 金曜[2]
- 日曜 20:00 - 21:00（2011年10月2日 - 2022年3月、2023年4月 - ）
- 日曜 22:00 - 23:00（2022年4月 - 2023年3月）
  - 不定期に放送休止あり

## リンク
- G-CUTS ALIVE｜AIR-G' FM北海道 80.4

| スタブアイコン | サブスタブ | この項目は、まだ閲覧者の調べものの参照としては役立たない、ラジオ番組に関連した書きかけの項目です。この項目を加筆・訂正などしてくださる協力者を求めています（P:ラジオ/PJ:放送番組）。 |